# قیفک دوکی
قیفک دوکی (نام علمی: Conus aculeiformis) نام یک گونه از سرده قیفک‌ها است.